# Cabinet Weil I
Pour les articles homonymes, voir Cabinet Weil.
Land de Basse-Saxe
McAllister Weil II
Le cabinet Weil I (en allemand : Kabinett Weil I) est le gouvernement du Land de Basse-Saxe entre le 19 février 2013 et le 22 novembre 2017, durant la 17e législature du Landtag.

## Coalition et historique
Dirigé par le nouveau ministre-président social-démocrate Stephan Weil, précédemment bourgmestre de Hanovre, ce gouvernement est constitué et soutenu par une « coalition rouge-verte » entre le Parti social-démocrate d'Allemagne (SPD) et l'Alliance 90 / Les Verts (Grünen). Ensemble, ils disposent de 69 députés sur 137 au Landtag, soit 50,4 % des sièges.
Il est formé à la suite des élections régionales du 20 janvier 2013.
Il succède donc au cabinet du chrétien-démocrate David McAllister, formé d'une « coalition noire-jaune » entre l'Union chrétienne-démocrate d'Allemagne (CDU) et le Parti libéral-démocrate (FDP).
Au cours du scrutin, la CDU confirme son statut de premier parti politique du Land, acquis en 2003, tandis que le SPD se stabilise. Cependant, le report d'une partie de l'électorat conservateur vers le FDP conduit au résultat inverse à l'effet recherché, puisque la coalition sortante perd sa majorité absolue. Grâce au bon résultat des Grünen, l'opposition détient désormais l'exacte majorité absolue et une seule voix d'avance sur la majorité sortante. Weil, refusant de gouverner avec les chrétiens-démocrates, confirme sa volonté de constituer une majorité avec les écologistes.

## Composition

### Initiale (19 février 2013)
| Fonction | Titulaire | Titulaire               | Parti  |
| --- | --------- | ----------------------- | ------ |
| Ministre-président |           | Stephan Weil            | SPD    |
| Vice-ministre-président Ministre de l'Environnement, de l'Énergie et de la Protection du climat                                                                     |           | Stefan Wenzel           | Grünen |
| Ministre de l'Intérieur et des Sports |           | Boris Pistorius         | SPD    |
| Ministre de l'Économie, du Travail et des Transports |           | Olaf Lies               | SPD    |
| Ministre de l'Alimentation, de l'Agriculture et de la Protection des consommateurs                                                                                  |           | Christian Meyer         | Grünen |
| Ministre des Finances |           | Peter-Jürgen Schneider  | SPD    |
| Ministre de la Justice |           | Antje Niewisch-Lennartz | Grünen |
| Ministre de l'Éducation |           | Frauke Heiligenstadt    | SPD    |
| Ministre de la Science et de la Culture |           | Gabriele Heinen-Kljajic | Grünen |
| Ministre des Affaires sociales, des Femmes, de la Famille, de la Santé et de l'Intégration Ministre des Affaires sociales, de la Santé et de l'Égalité (28/02/2014) |           | Cornelia Rundt          | SPD    |